# Coelioxys blabera
Coelioxys blabera är en biart som beskrevs av Holmberg 1916. Coelioxys blabera ingår i släktet kägelbin, och familjen buksamlarbin. Inga underarter finns listade i Catalogue of Life.